# Záhony
Záhony – miasto w powiecie Kisvárda komitatu Szabolcs-Szatmár-Bereg w północno-wschodnich Węgrzech, na granicy węgiersko-ukraińskiej. 

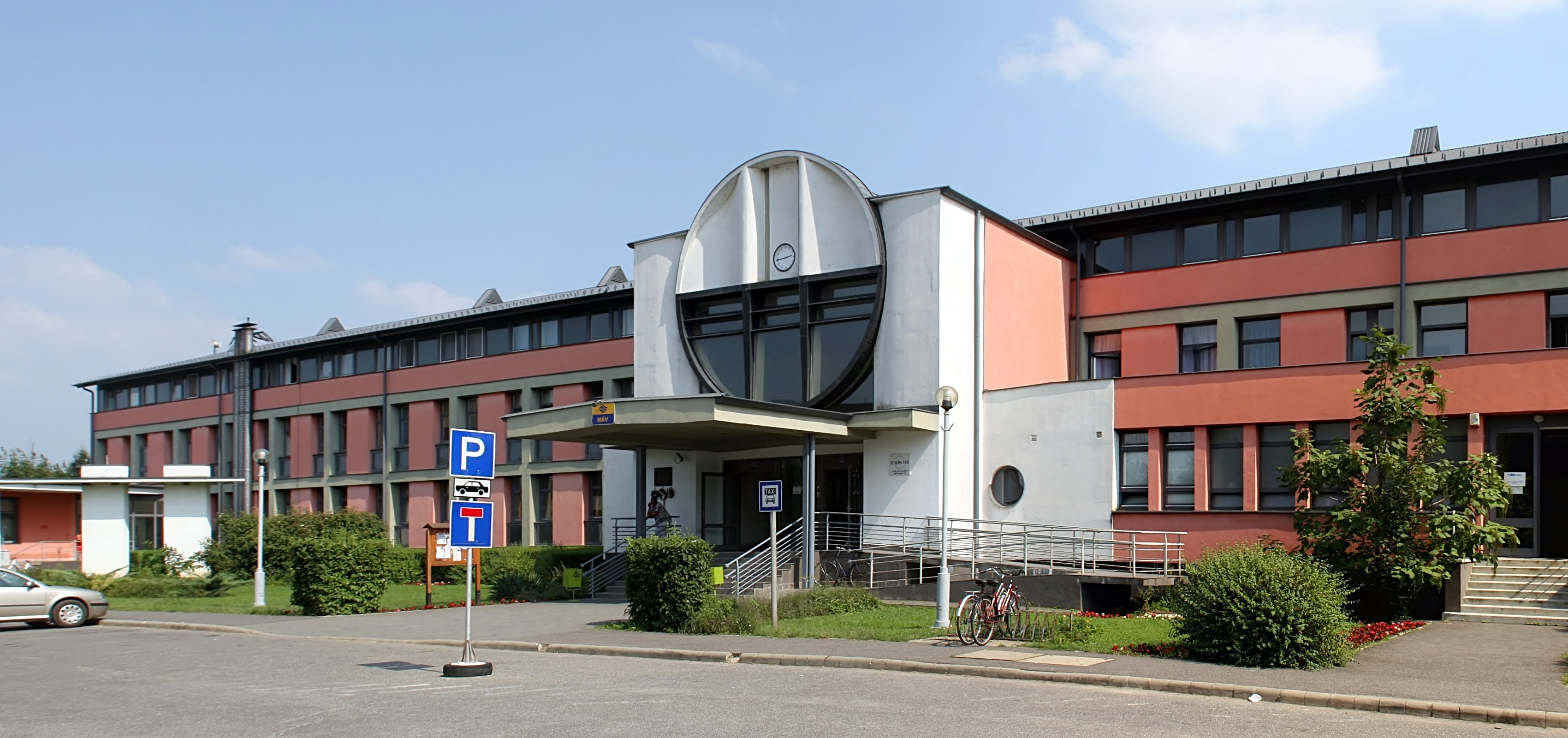
Stacja

## Położenie
Záhony leży na lewym (południowym) brzegu Cisy, na północnym krańcu krainy Nyírség. W mieście znajdują się dwa przejścia graniczne: drogowe i kolejowe na ważnym szlaku komunikacyjnym łączącym Węgry z Ukrainą. Na drogowym przejściu granicznym kończy się droga 4, biegnąca z Budapesztu przez Szolnok, Debreczyn i Nyíregyháza; jej kontynuacją jest ukraińska droga M06 prowadząca przez Użhorod i Lwów do Kijowa. Kolejowe przejście graniczne, ze stacją przeładunkową, znajduje się na linii kolejowej łączącej Budapeszt z ukraińskimi węzłami w Samborze (przez Użhorod) i w Stryju (przez Mukaczewo). Lokalne drogi i lokalna linia kolejowa łączą Záhony z Vásárosnamény.

## Historia
Pierwsza wzmianka o Záhony pochodzi z XIV wieku. W roku 1873 do miasta dotarła linia kolejowa z Nyíregyháza i zbudowano most kolejowy na Cisie. Záhony i okolice stanowią jedyną część dawnego komitatu Ung należącą obecnie do Węgier. Most kolejowy został zniszczony pod koniec II wojny światowej, ale szybko go odbudowano. Prawa miejskie Záhony uzyskało w roku 1989. 

## Miasta partnerskie
- Czop
- Čierna